# Ponte Giovanni da Verrazzano
Il ponte Giovanni da Verrazzano è il secondo ponte sull'Arno più a monte del comune di Firenze, dopo quello di Varlungo. Unisce i quartieri di Gavinana e Campo di Marte tramite il lungarno Cristoforo Colombo e piazza Ravenna.
Prende il nome del navigatore toscano Giovanni da Verrazzano.

## Caratteristiche tecniche
Il ponte Giovanni da Verrazzano è lungo 141 metri, largo 26,80 metri e ha un'altezza massima di 12 metri. Di fattura moderna, la sua unica campata ha una luce di 113 metri. La struttura è in acciaio e cemento armato.

## Realizzazione
La realizzazione è terminata nel 1970. Il progetto è opera degli ingegneri Carlo Damerini e Vittorio Scalesse e dell'architetto Leonardo Savioli. Il ponte è visivamente suddiviso in tre parti: le prime due, simmetriche e di calcestruzzo, partono dalle due rive opposte e sono congiunte tramite la parte centrale che ha la struttura in metallo. Nelle parti laterali sono presenti delle sedi per la sosta dei pedoni.